# Иларион Велики
Преподобни Иларион Велики е християнски отшелник, прочул се със скромния си и отдаден на религията живот. 
Роден е около  291 г. в Палестина, близо до град Газа. Произхожда от семейство на езичници. Покръства се в ранна възраст, в резултат на влияния оказани му по време на обучението му в Александрия, Египет. Пребиването му в Египет съвпада по време с разгара на Диоклециановите гонения, които в тази провинция са особено интензивни, поради което вероятно е сред жертвите им. Все пак той си осигурява уединение и се отдава на строго постничество и постоянна молитва. В тази обстановка се среща с Антоний Велики - един от първите монаси, приблизително от 286 г. Антоний е впечатлен от себеотрицателното му поведение и известно време живее заедно с него, стараейки се да му подражава.
След завръщането си в Палестина, Иларион, чиито родители междувременно са починали, раздава наследеното от тях имущество на други от роднините си, както и на местните бедняци, с намерението да заживее отново като анахорет (самотен аскет). Заселва се в пустинна местност, недалеч от селището Маюм Газки, намираща се между езеро и море. Посещаван е от мнозина почитатели и подражатели, някои от които също заживяват в близката на обителта му околност и постепенно около него се натрупват ученици. Той става известен като чудотворец и лечител (изцелението по метода му става с молитва и докосване до ръцете му). Всичко това му помага да покръсти голям брой хора. Учениците му му построяват голям манастир, но отначало той не се задържа там, а започва да странства из Египет, заедно със свои последователи и да поучава народа и оказва влияние в духа на християнството, върху редица дейци на местното управление. Множество други манастири са основани от негови ученици или създадени със съдействието му. 
На около 60-годишна възраст решава окончателно да се установи в манастира, но след известен престой там, заедно с неколцина от учениците си, предприема друго пътуване - до Вавилон и Целузия. След него - вероятно около 355-357 г. - отива да живее близо до мястото на обителта на наскоро починалия преподбни Антоний Велики. Тъй като иска да избегне по възможност общуването с други хора, той взема със себе си там само двама от сподвижниците си. Обаче пак започват да се тълпят хора, привлечени от славата му и той отново се вижда принуден да замине, правейки неособено успешни опити да открие място, където ще може да се отдаде на отшелническите си занимания на спокойствие. В скитанията си достига до остров Сицилия, до далматинския град Епидавър и до остров Кипър, където имал възможност да се сближи с местния епископ Епифаний, който вероятно е бил повлиян в църковната си дейност от него. Приблизително по това време специално построеният за Иларион манастир край Маюм е разорен по заповед на император Юлиан Отстъпник (възможно е да е бил направен опит да бъде преобразуван в езически храм). Смята се, че императорът има причина да преследва Иларион и лично, дотолкова че даже поръчва убийството му, но отшелникът избягва тази участ. Умира от естествена смърт на около 80-годишна възраст, през 372 г. След смъртта му, последователят му Исихий, който е определен за негов наследник (на имуществото му, което е много скромно - саморъчен евангелски препис и част от облеклото му), но също и на монашеската му дейност, пренася мощите му в Палестина, във възстановения Маюмски манастир, където те се прочуват като чудотворни.